# Château-l'Évêque
Château-l'Évêque è un comune francese di 2 084 abitanti situato nel dipartimento della Dordogna nella regione della Nuova Aquitania.

## Società

### Evoluzione demografica
Abitanti censiti